# Hermachura leuderwaldti
Hermachura leuderwaldti är en spindelart som beskrevs av Cândido Firmino de Mello-Leitão 1923. 
Hermachura leuderwaldti ingår i släktet Hermachura och familjen Nemesiidae. Inga underarter finns listade i Catalogue of Life.